# Molde (Møre og Romsdal)
Molde é uma comuna da Noruega, com 363 km² de área e 24.421 habitantes (censo de 2004).         